# جيك فريمان
جيك فريمان (بالإنجليزية: Jake Freeman)‏ هو منافس ألعاب قوى أمريكي، ولد في 5 نوفمبر 1980 في سينسيناتي في الولايات المتحدة.

## روابط خارجية
- جيك فريمان على موقع الاتحاد الدولي لألعاب القوى (الإنجليزية)